# 465 a. C.
El año 465 a. C. fue un año del calendario romano prejuliano. En el Imperio romano se conocía como el Año del consulado de Vibulano y Barbado (o, menos frecuentemente, año 289 Ab urbe condita).

## Acontecimientos
- Se instaura la democracia en Siracusa. El tirano Trasíbulo es exiliado a la ciudad de Locros. Fin de la tiranía de los Dinoménidas.
- La isla de Tasos se rebela contra el dominio de Atenas en la Liga de Delos.
- Artajerjes I, rey de Persia.

## Nacimientos
- Pródico de Ceos, filósofo griego.

## Fallecimientos
- Jerjes I, rey de Persia